# Luftseilbahn Rocha do Navio
| |          |                |                |
| Streckenlänge:                                                                                         | 0,761 km |                |                |
| |          |                |                |
| \| \| 0,761 \| Santana \| Santana \| \| \| \| \| \| \| \| 0,000 \| Rocha do Navio \| Rocha do Navio \| |          |                |                |
| U-Bahn-Kopfbahnhof Streckenanfang                                                                      | 0,761    | Santana        | Santana        |
| U-Bahn-Strecke                                                                                         |          |                |                |
| U-Bahn-Kopfbahnhof Streckenende                                                                        | 0,000    | Rocha do Navio | Rocha do Navio |

Die Luftseilbahn Rocha do Navio (portugiesisch: Teleférico da Rocha do Navio) ist die älteste der Luftseilbahnen auf Madeira. Im Kreis Santana verbindet sie die gleichnamige Gemeinde mit den am Ufer liegenden Gärten und dem Naturpark Rocha do Navio.

## Geschichte und Beschreibung
Die Bergstation der Seilbahn liegt etwa einen halben Kilometer östlich der weitflächigen Gemeinde Santana an der Steilküste. Vor der Bergstation befindet sich ein kleiner Parkplatz.
Die Seilbahn wurde bereits 1927 errichtet und diente zunächst für die örtlichen Landwirte als einfacher Zugang zu den am Fuße der Klippe liegenden Weinbergen. Inzwischen ist dieser Fußweg als Wanderweg zwischen den beiden Seilbahnstationen ausgezeichnet, der einen zweistündigen Fußmarsch bedeutet. Heute befinden sich am Fuße der steilklippe Bananenplantagen, Weinreben und der Naturpark Rocha do Navio. Namensgeber ist die der Küste vorgelagerte Ilhéu da Rocha do Navio, der „Schiffsfelseninsel“. Vor der 94 Meter hohen Insel strandete an Heiligabend 1860 ein niederländischer Schoner, und seitdem trägt die kleine Insel diesen Namen.

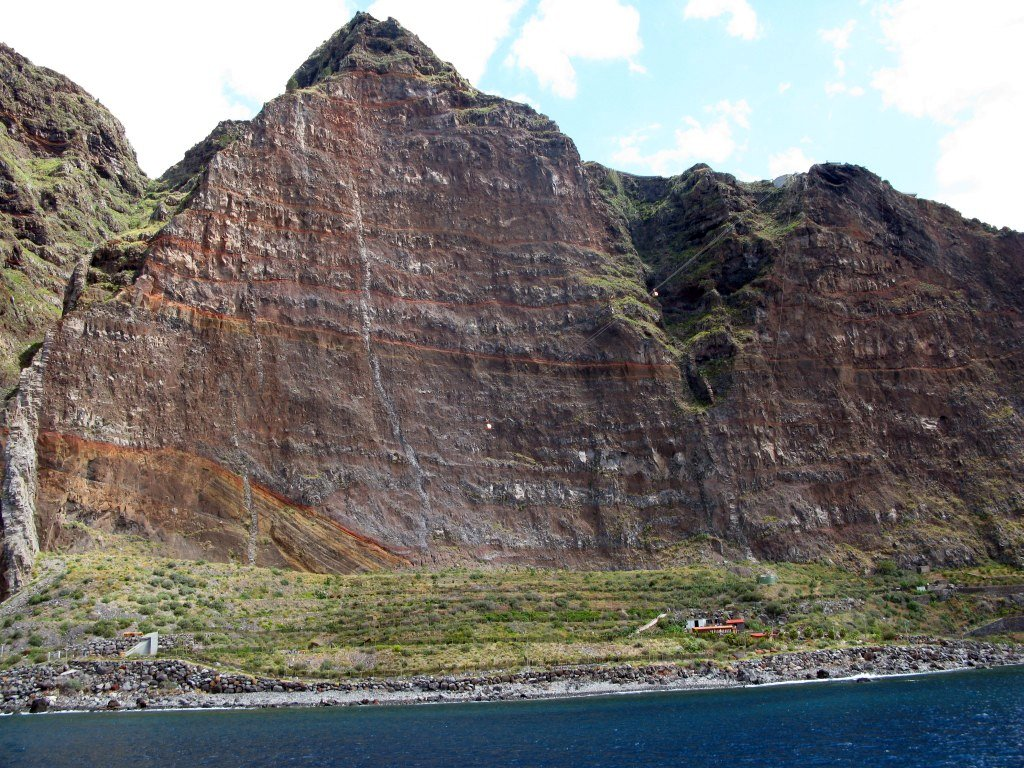
Verlauf der Seilbahn vom Meer

Mit dem zunehmenden Interesse wurde die Seilbahn für Touristen geöffnet und 1997 komplett neu errichtet. Ausführende Firma war das österreichische Maschinenbauunternehmen Doppelmayr. Touristen locken an diesen Küstenabschnitt eine der wenigen zum Strand führende Wanderwerge mit spektakulären Aussichten – so auf einen Wasserfall – und dem 1997 unter Schutz gestellte Naturpark, der unter anderem Lebensräume für eine bedrohte Robbenart oder endemische Flora wie Wacholderbäume bietet.
Aus technischer Sicht handelt es sich um eine fixgeklemmte Pendelbahn mit zwei Gondeln für jeweils sechs Personen. Mit einer Streckenlänge von 761 Metern wird ein Höhenunterschied von 296,4 Metern überwunden. Dabei nutzt die Konstruktion eine einzige Stütze an der Bergstation. Die Höchstgeschwindigkeit beträgt fünf Meter pro Sekunde, was 18 km/h sind, die Fahrtzeit beträgt fünf Minuten. Pro Stunde können 90 Personen befördert werden. Eigentümer und Betreiber der Seilbahn ist die Gemeinde Santana. Die Bahn verkehrt ganzjährig, die Betriebszeiten sind montags bis freitags von 8.00 bis 17.00 Uhr und am Wochenende von 9.00 bis 18.00 Uhr bei jeweils einer Stunde Mittagspause.

## Zwischenfälle
An Zwischenfällen ist lediglich einer überliefert: Am 27. März 2022 löste sich eine leere Gondel von der Seilbahn und stürzte ab. Personen kamen nicht zu Schaden.